# Pienso en ti (canción de Thalía)
«Pienso en ti» es el cuarto y último sencillo del álbum debut de la cantante mexicana Thalía, lanzada a las radios mexicanas en el año de 1991 y escrita por el compositor Áureo Baqueiro. Thalía le dedicó esta canción al que en ese momento era su novio y productor, Alfredo Díaz Ordaz. Es la primera balada romántica que Thalía presentó como sencillo y fue un éxito, a pesar de que no cuenta con un video propio. La canción alcanzó la posición número cuatro en la Ciudad de México.

## Información
Es la canción número 5 del álbum debut de Thalía y el último sencillo. Logró tener gran popularidad sobre todo en los enamorados. Esta es la primera canción en la que Thalía le canta al amor, a pesar de que el álbum cuenta con canciones más románticas como "El poder de tu amor" y "Thali'sman", ella decidió prestar esta canción porque reflejaba lo que ella sentía.
Además cabe destacar que la cantante hizo una nueva versión de esta canción para su primer disco en vivo Primera fila: Thalía (2009); la canción no viene incluida en el disco físico, pero se encuentra a la venta por iTunes Store.

## La canción
La canción habla sobre una chica que siente un espacio vacío y se pregunta "¿qué pasara?", ella siente que nada es igual, que de repente pensó en decirle al chico lo que ella piensa pero la tristeza la hace llorar y callar. En si la canción se refiere a una chica que no sabe si ya lo puede olvidar o si puede seguir conservando la esperanza de que regresen en algún momento.

## El video
La canción no cuenta con un video propio, pero al igual que su antecesora, se presentó en las radios y para la televisión se mostraba un musical.

## Nueva versión
En 2009, Thalía grabó esta canción para su primer álbum en vivo Primera fila: Thalía’’. Un año más tarde en el 2010 se lanza una edición especial física y digital del disco llamada Thalía en Primera Fila… Un Año Después ahí aparece la canción en la pista #15.
La cantante mexicana Yuridia realizó una versión de esta canción para su álbum Para mí, publicado en 2011.